# Xã Sunny Slope, Quận Bowman, Bắc Dakota
Xã Sunny Slope (tiếng Anh: Sunny Slope Township) là một xã thuộc quận Bowman, tiểu bang Bắc Dakota, Hoa Kỳ. Năm 2010, dân số của xã này là 9 người.